# Aeroportul Internațional Peoria
Aeroportul Internațional Peoria (IATA: PIA, ICAO: KPIA, FAA LID: PIA) este un aeroport din Illinois, Statele Unite ale Americii ce deservește zona Peoria. Aeroportul a fost tranzitat în 2019 de 682.128 de pasageri. A fost numit după zona deservită.
Situat la o altitudine de 201 m, aeroportul dispune de 2 piste.

## Infrastructură

### Piste
Aeroportul dispune de 2 piste. Pista 04/22 are suprafața de asfalt și dimensiunile 8.004 picioare × 150 picioare. Pista 13/31 are suprafața de beton și dimensiunile 10.104 picioare × 150 picioare. 